# Estación de Atarazanas (Metro de Málaga)
Atarazanas es una estación de la línea 1 del Metro de Málaga situada en la Alameda Principal, esquina con calle Torregorda, cerca del Mercado de Atarazanas en el distrito Centro de la ciudad española de Málaga. Próximos a esta estación del centro histórico se encuentran varios lugares de interés de la ciudad como la Calle Marqués de Larios, la Plaza de la Marina, el Puerto y el Parque de Málaga.
La estación conecta con el final de la línea, la estación de Andalucía Tech en tan solo 22 minutos, y en 16 con la estación de Palacio de los Deportes, mediante trasbordo en la estación de Guadalmedina con la línea 2.

## Historia

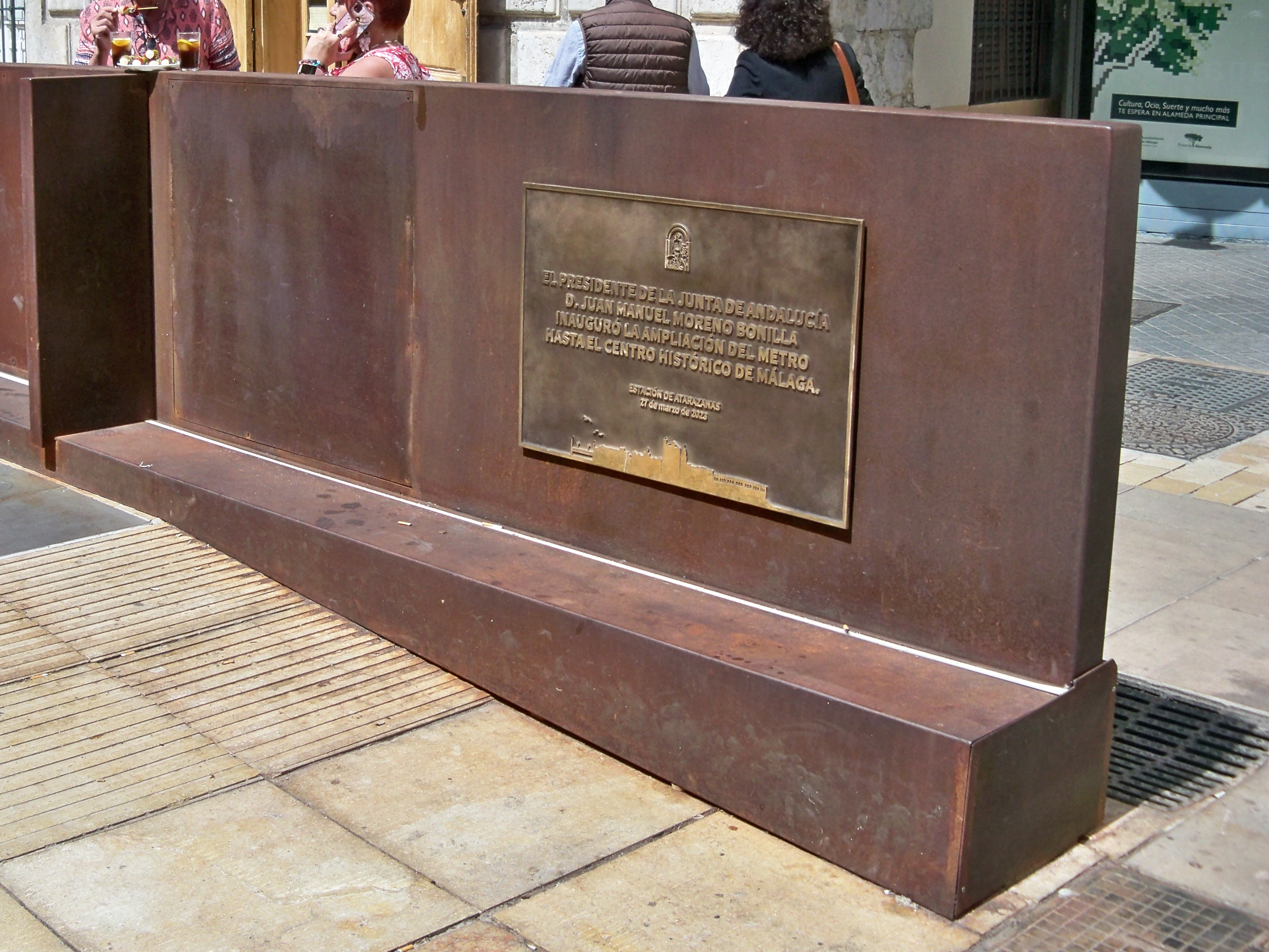
Placa dedicada a la inauguración de la ampliación del metro de Málaga hasta el Centro Histórico en la entrada a la estación

La construcción del tramo desde la estación de Guadalmedina hasta Atarazanas presentó diversas dificultades, puesto que el trazado incluye el paso por debajo del río Guadalmedina. Aprovechando la construcción de la estación y la retirada del pavimento, se decidió peatonalizar los dos laterales de la Alameda Principal, cuyas obras irían enlazadas con las del metro, comenzando en 2017.

### Entrada en funcionamiento
Tras múltiples retrasos y cambios en el proyecto inicial, la estación fue puesta en servicio el 27 de marzo de 2023.

### Futuro
La estación tiene un carácter provisional hasta que se ejecute la estación en la plaza de la Marina, donde habrá un intercambiador metro y cercanías. 

## Situación
La estación de Atarazanas se encuentra emplazada en el lateral norte de la céntrica Alameda Principal, principal eje viario del centro de la ciudad; en la esquina con calle Torregorda, más o menos próxima al mercado de Atarazanas. Tiene un único acceso de entrada que cuenta con un diseño específico y distinto al del resto de la red, pensado para facilitar su integración con el entorno urbano de la Alameda.
El objetivo principal de la estación es la de dar servicio a todo el centro histórico y conectarlo al resto de la red. Por su céntrica situación está previsto que esta sea una de las estaciones con más tráfico de pasajeros. Para evitar aglomeraciones y por motivos de seguridad, el acceso a la estación tuvo que ser restringido durante la Semana Santa de 2023 y se prevé que esto se repita en otros acontecimientos de gran envergadura. 
Muy cercanos a la estación están algunos de los lugares y atracciones turísticas más famosos de Málaga, como son la calle Marqués de Larios, la plaza de la Marina, la Catedral de Málaga, el Puerto o el Parque. 

## Características
La estación se compone de dos niveles, el primero que consiste en un vestíbulo donde se localizan los tornos y máquinas expendedoras y un nivel inferior donde se sitúa el único andén. Atarazanas, es la única estación del metro de Málaga que cuenta con un único andén y una única vía.

## Accesos
- Ascensor: Alameda Principal, 18
- Alameda Principal, 18 (Frente a la Antigua Casa del Guardia)

## Líneas y conexiones

### Metro
| << cabecera | < estación | LÍNEA | LÍNEA | LÍNEA | estación >   | cabecera >>    |
| Terminal    | Terminal   |       |       |       | Guadalmedina | Andalucía Tech |

### Cercanías

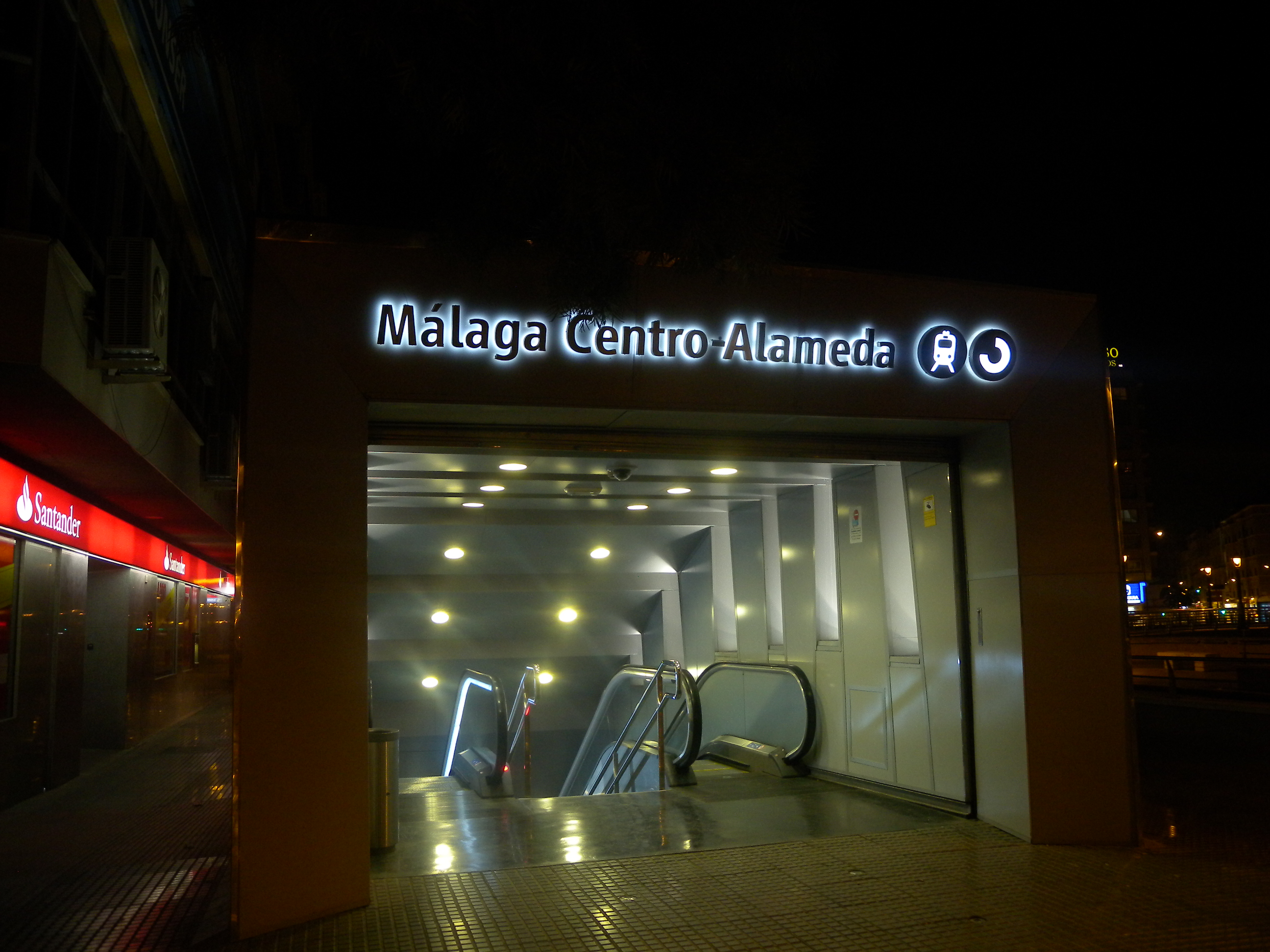
La estación de cercanías Málaga-Centro-Alameda se encuentra a unos 200 metros de la estación de Atarazanas.

La estación se encuentra a unos escasos 200 m de la boca de la estación Málaga-Centro-Alameda situada en calle Alemania. 
| << cabecera | < estación            | LÍNEA | LÍNEA | LÍNEA | estación > | cabecera >> |
| Fuengirola  | Málaga-María Zambrano |       |       |       | Terminal   | Terminal    |
| Álora       | Málaga-María Zambrano |       |       |       | Terminal   | Terminal    |

### Autobuses
| Diurnos   |                         |                         |
| Línea     | Dirección               | Parada                  |
| 1         | San Andrés              | ALAMEDA PRINCIPAL NORTE |
| 3         | Puerta Blanca           | ALAMEDA PRINCIPAL NORTE |
| 4         | Cortijo Alto            | ALAMEDA PRINCIPAL NORTE |
| 7         | Carlinda                | ALAMEDA PRINCIPAL NORTE |
| 8         | Navarro Ledesma         | ALAMEDA PRINCIPAL NORTE |
| 11        | Universidad             | ALAMEDA PRINCIPAL NORTE |
| 14        | Teatinos                | ALAMEDA PRINCIPAL NORTE |
| 19        | Maqueda                 | ALAMEDA PRINCIPAL NORTE |
| 20        | Alegría de la Huerta    | ALAMEDA PRINCIPAL NORTE |
| 21        | Puerto de la Torre      | ALAMEDA PRINCIPAL NORTE |
| 23        | Parque Cementerio       | ALAMEDA PRINCIPAL NORTE |
| 25        | Maqueda                 | ALAMEDA PRINCIPAL NORTE |
| 31        | Palacio de los Deportes | ALAMEDA PRINCIPAL NORTE |
| 32        | Av. Andalucía           | ALAMEDA PRINCIPAL NORTE |
| 33        | Av. Andalucía           | ALAMEDA PRINCIPAL NORTE |
| 34        | Av. Andalucía           | ALAMEDA PRINCIPAL NORTE |
| 35        | Av. Andalucía           | ALAMEDA PRINCIPAL NORTE |
| 36        | Av. Andalucía           | ALAMEDA PRINCIPAL NORTE |
| 37        | Av. Andalucía           | ALAMEDA PRINCIPAL NORTE |
| 38        | San Alberto             | ALAMEDA PRINCIPAL NORTE |
| A         | Aeropuerto              | ALAMEDA PRINCIPAL NORTE |
| C1        | Circular                | ALAMEDA PRINCIPAL NORTE |
| 1         | Parque del Sur          | ALAMEDA PRINCIPAL SUR   |
| 3         | El Palo (C. Olías)      | ALAMEDA PRINCIPAL SUR   |
| 4         | Paseo del Parque        | ALAMEDA PRINCIPAL SUR   |
| 7         | Parque Litoral          | ALAMEDA PRINCIPAL SUR   |
| 8         | El Palo (P. Virginia)   | ALAMEDA PRINCIPAL SUR   |
| 11        | El Palo (P. Virginia)   | ALAMEDA PRINCIPAL SUR   |
| 14        | Paseo de la Farola      | ALAMEDA PRINCIPAL SUR   |
| 19        | Paseo del Parque        | ALAMEDA PRINCIPAL SUR   |
| 20        | Los Prados              | ALAMEDA PRINCIPAL SUR   |
| 21        | Paseo del Parque        | ALAMEDA PRINCIPAL SUR   |
| 23        | Paseo del Parque        | ALAMEDA PRINCIPAL SUR   |
| 25        | Paseo del Parque        | ALAMEDA PRINCIPAL SUR   |
| 31        | Paseo del Parque        | ALAMEDA PRINCIPAL SUR   |
| 32        | Mayorazgo               | ALAMEDA PRINCIPAL SUR   |
| 33        | Cerrado Calderón        | ALAMEDA PRINCIPAL SUR   |
| 34        | Pedregalejo             | ALAMEDA PRINCIPAL SUR   |
| 35        | Gibralfaro              | ALAMEDA PRINCIPAL SUR   |
| 37        | Monte Dorado            | ALAMEDA PRINCIPAL SUR   |
| 38        | Paseo del Parque        | ALAMEDA PRINCIPAL SUR   |
| C2        | Circular                | ALAMEDA PRINCIPAL SUR   |
| Nocturnos |                         |                         |
| Línea     | Dirección               | Parada                  |
| N1        | Puerta Blanca           | ALAMEDA PRINCIPAL NORTE |
| N3        | Maqueda                 | ALAMEDA PRINCIPAL NORTE |
| N4        | Puerto de la Torre      | ALAMEDA PRINCIPAL NORTE |
| N1        | El Palo                 | ALAMEDA PRINCIPAL SUR   |
| N2        | Circular                | ALAMEDA PRINCIPAL SUR   |
| N3        | Paseo del Parque        | ALAMEDA PRINCIPAL SUR   |
| N4        | Paseo del Parque        | ALAMEDA PRINCIPAL SUR   |